# SESC Pompéia
El SESC Pompéia en un centro cultural y deportivo situado en São Paulo, la ciudad más grande de Brasil. Fue una fábrica de barriles hasta los años 1970. Desde 1977 hasta 1986, esta fue reconvertida por la arquitecta Lina Bo Bardi para el Servicio Social de Comercio (SESC). Se encuentra en Rua Clélia, 93 Cep 05042-000. Está cerca de la estación múltiple Palmeiras-Barra Funda. Se ha anunciado para 2025 la apertura de la estación Sesc Pompeia de la Línea 6 del Metro de São Paul, aún en construcción.

## Historia
La antigua Fábrica da Pompéia fue una fábrica inaugurada en 1938 por la empresa alemana Mauser & Cia Ltda. y fue absorbida por la empresa industrial brasileña Ibsen en 1945. Se utilizó para fabricar barriles de petróleo, más tarde también refrigeradores y queroseno.
La arquitecta Lina Bo Bardi, que emigró de Italia con su esposo Pietro Maria Bardi en 1946, ya se había hecho un nombre en São Paulo con la construcción del Museu de Arte de São Paulo. En 1976 visitó el distrito obrero de Pompéia y entró por primera vez al  sitio de la exfábrica. Por ese entonces equipos de fútbol y una compañía de teatro lo habían ocupado espontáneamente.
La prioridad del proyecto consistió en mantener y amplificar la vitalidad que la gente del barrio le había transmitido, de modo que Bo Bardi se empeñó en conservar los inmuebles industriales. Con ese fin reunió los espacios deportivos y los vestuarios en dos torres de hormigón, separados por una zona no edificable. Para conectar los edificios, Bo Bardi diseñó ocho pasarleas peatonales.
A su vez, eliminó las paredes interiores de la fábrica y excavó una piscina ondulada en el piso de concreto.

### Arquitectura
El SESC Pompéia es un edificio de estilo brutalista reconocido por sus cualidas arquitectónicas y sociales. En la parte trasera del complejo, Bo Bardi incluyó un par de torres de hormigón que albergan instalaciones deportivas, perforadas por ventanas globulares y conectadas entre sí por ocho pasarleas peatonales.
Cuenta con  con un teatro contiguo, una biblioteca, varios pabellones deportivos y otras instalaciones deportivas, una piscina, salas de exposiciones, restaurante, bar, talleres y salas para talleres, cursos, lecturas y eventos musicales.
Los talleres y exposiciones de arte callejero son un punto focal de la dirección artística de la Pompéia. Estos incluyen, por ejemplo, el Festival DULOCO 1998, Mercado de arte 1999 (u. un. con Nina Pandolfo ) y la Feira de Arte da Pompéia 2003 y 2004. Abrió el 22 de enero de 1982 y tiene capacidad para acoger a 5000 personas diariamente.
Junto con la Casa de Vidrio y el Museo de Arte de São Paulo, es una de las obras de estilo moderno de Bo Bardi que han marcado la arquitectura de Brasil y han incluso tenido un impacto más allá de sus fronteras.

## Galería

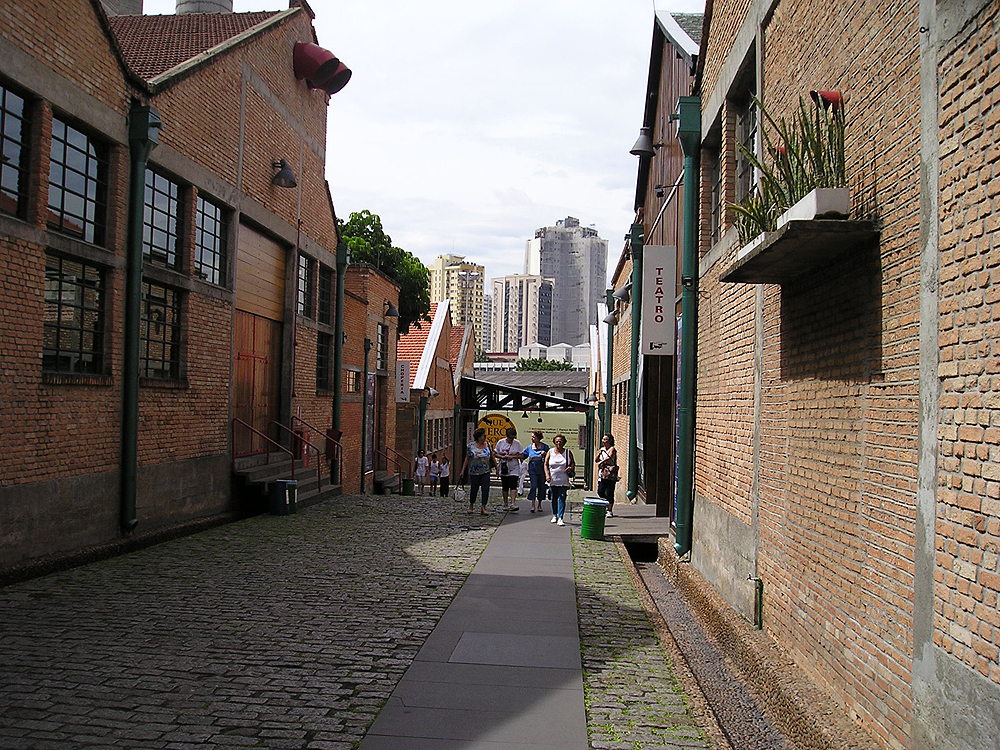
Entrada al SESC Pompéia
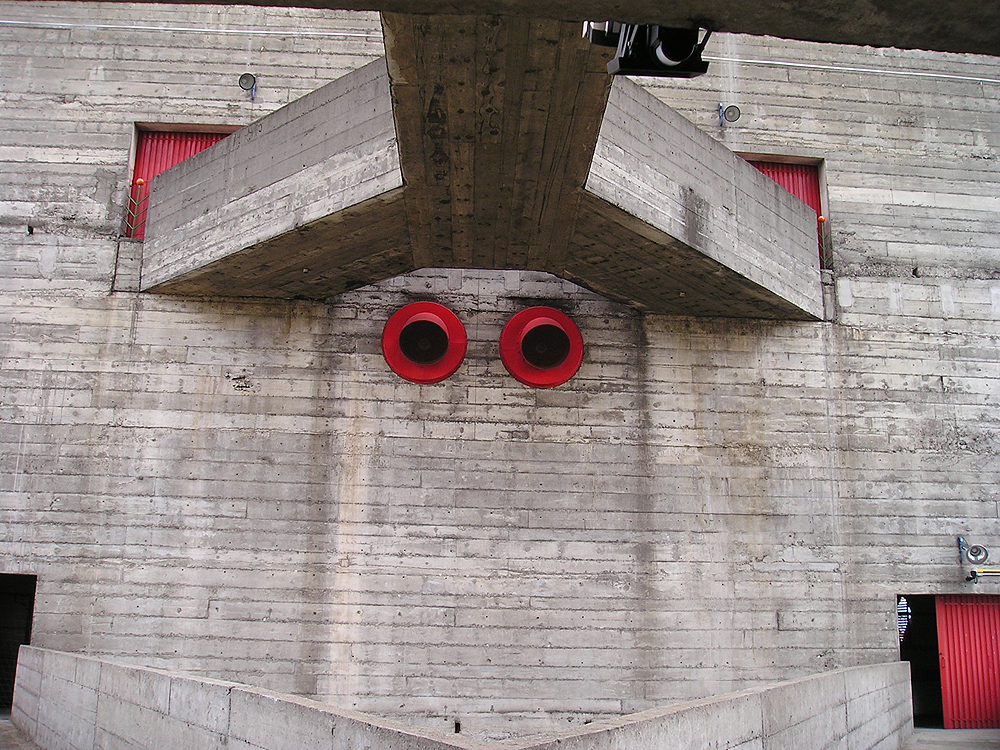
Pabellones deportivos de gran altura, detalle
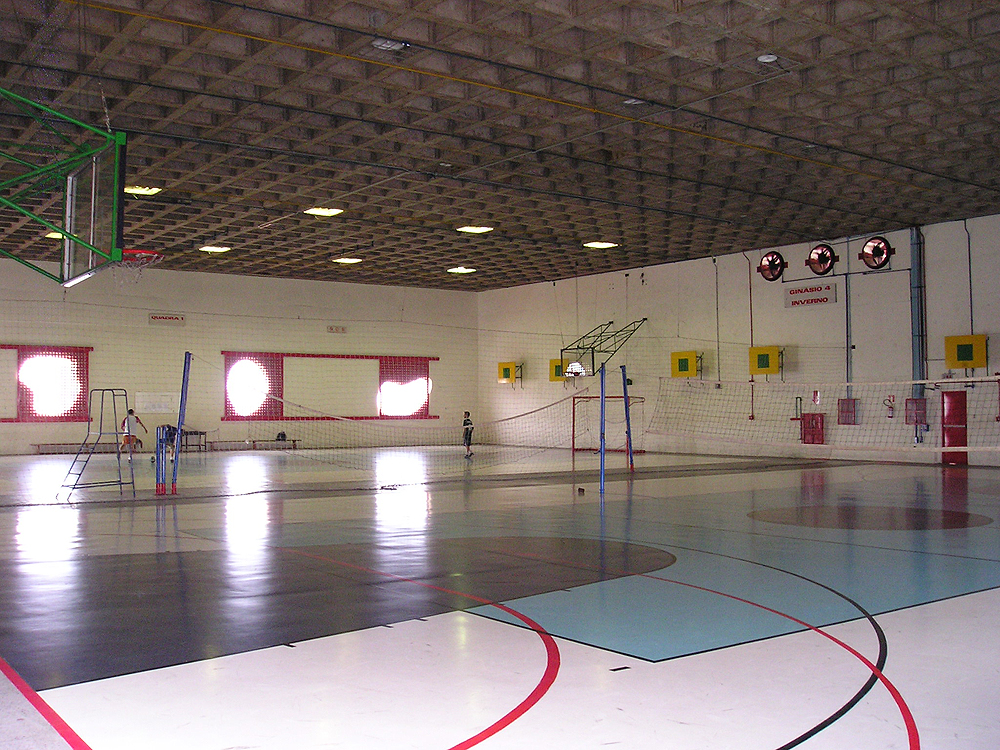
Vista interior de uno de los pabellones deportivos del edificio de gran altura
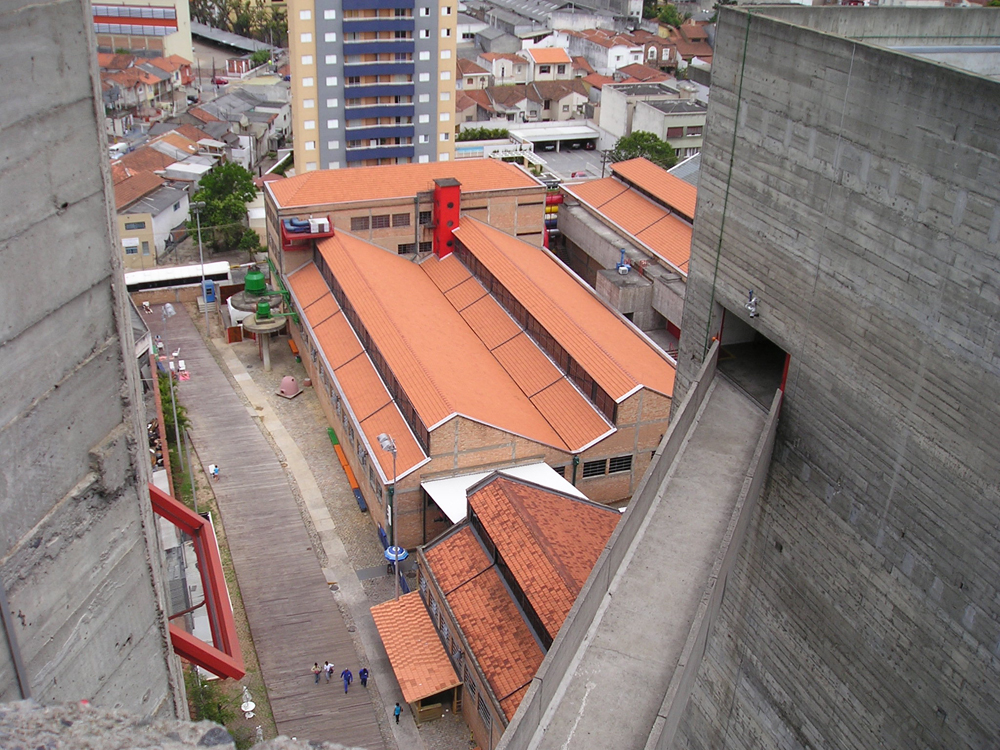
Vista desde arriba del antiguo almacén de la fábrica de Pompéia
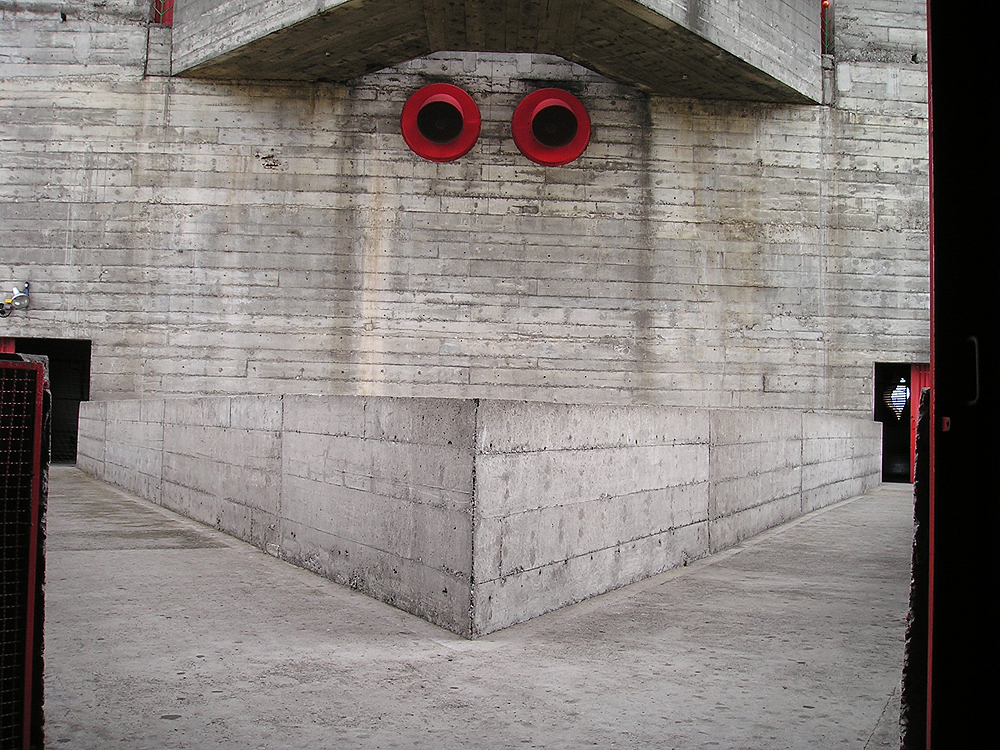
Pabellones deportivos de gran altura, detalle
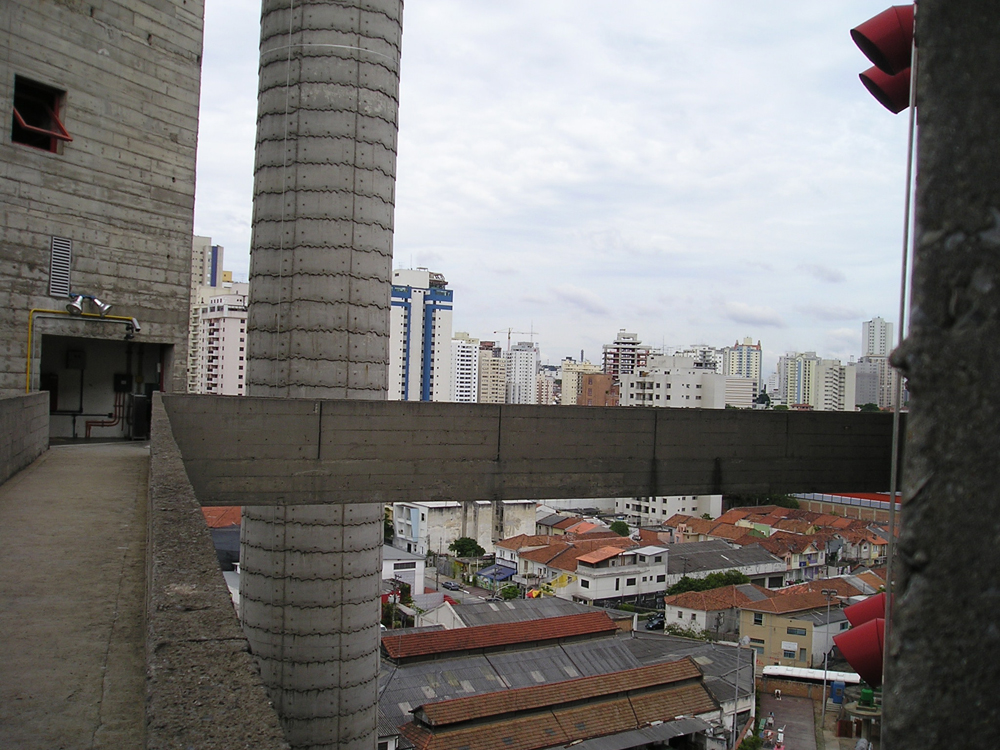
Ver a través de los dos edificios de gran altura con los pabellones deportivos
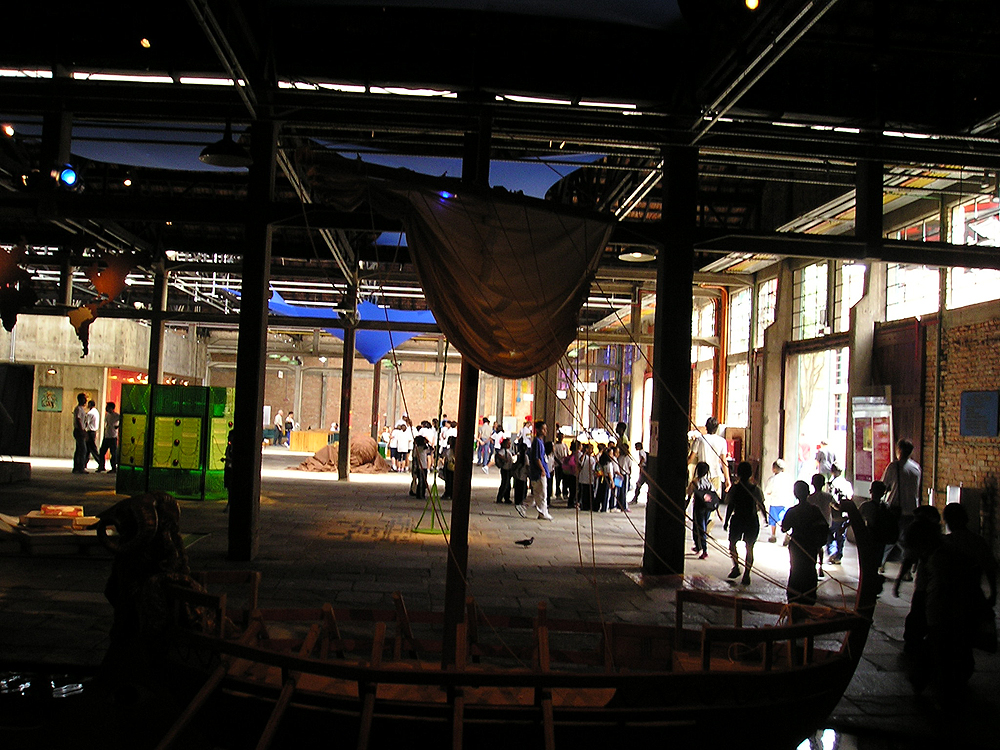
Gran sala de exposiciones en el SESC Pompéia
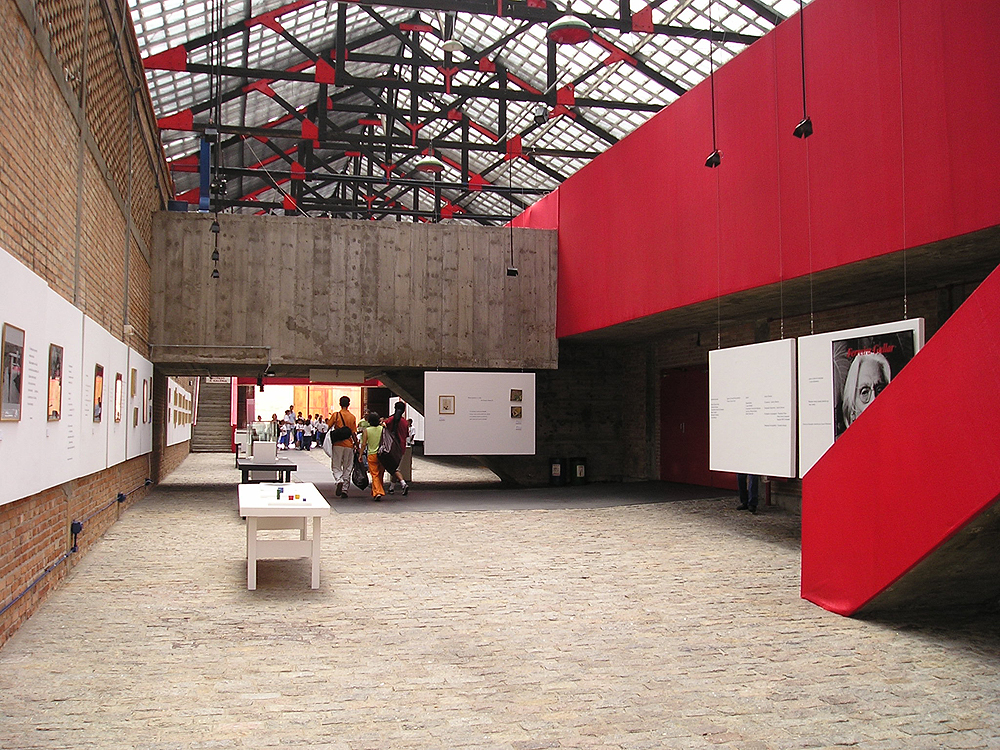
Galería y entrada al teatro
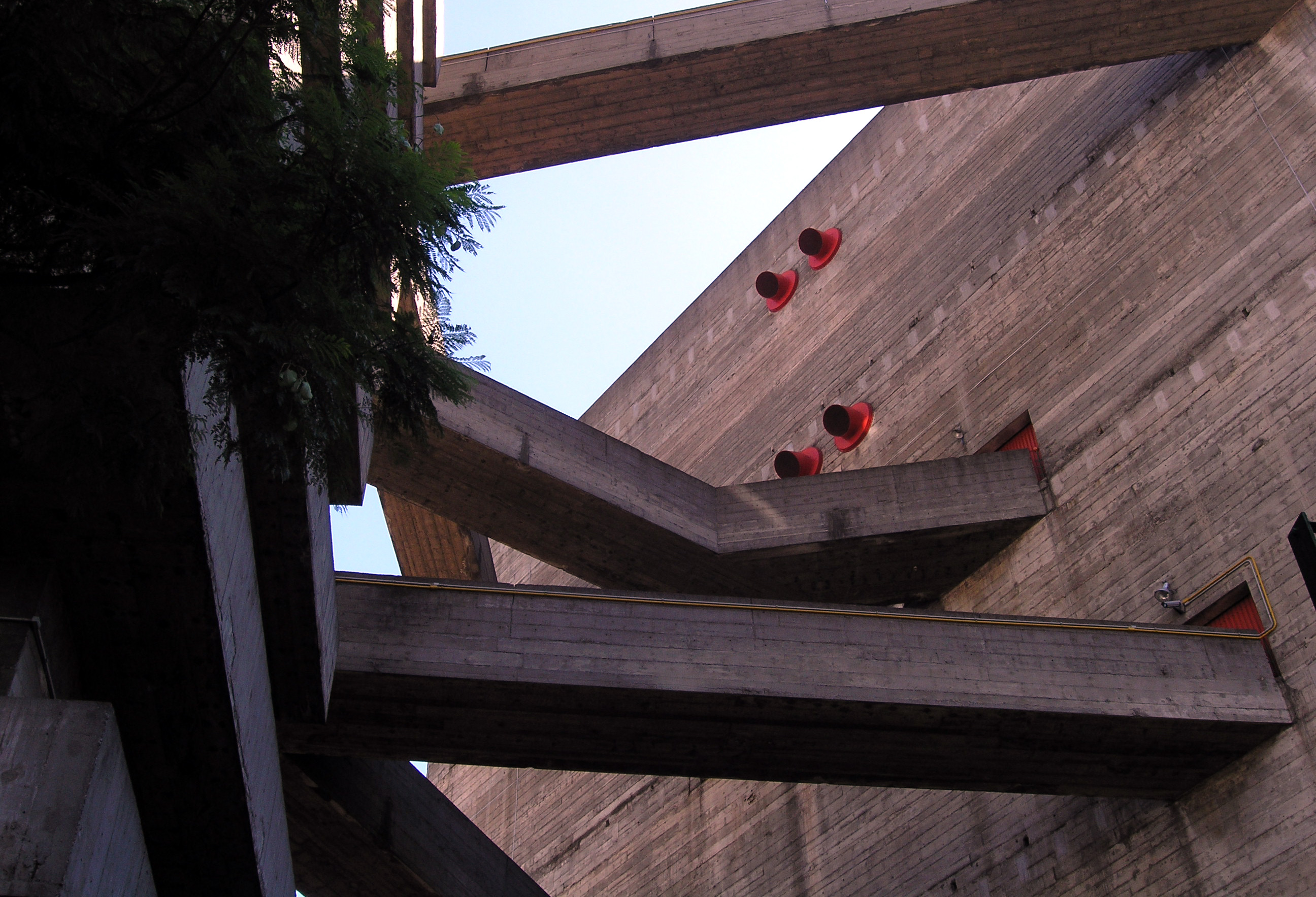
Pasillos entre los edificios
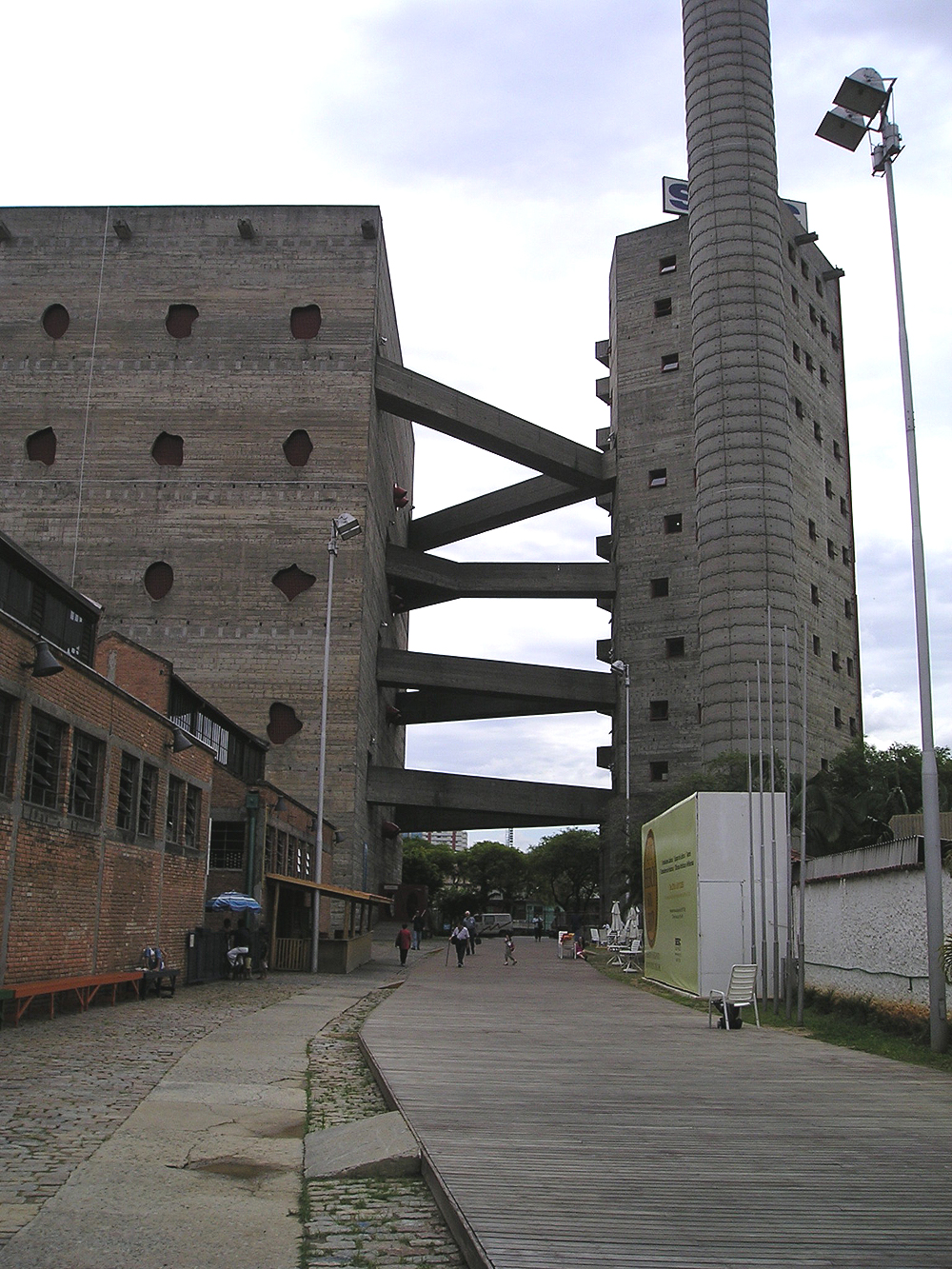
Edificios  de los pabellones deportivos